# Śeṣa

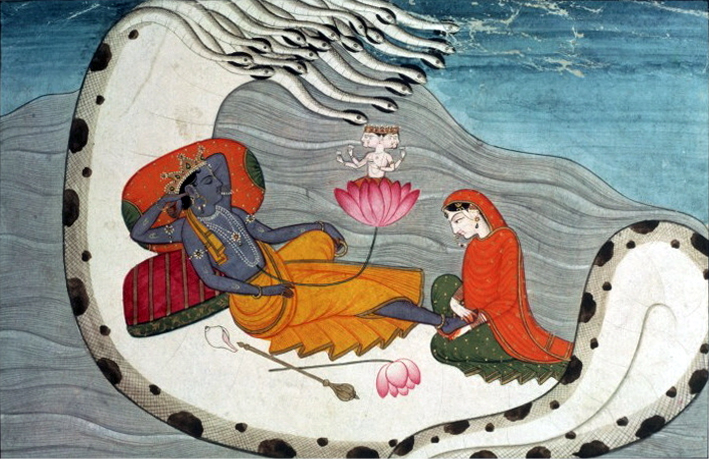
Visnù e Lakshmi su Śeṣanāga, circa 1870

Nella mitologia induista, Śeṣa (devanagari: शेष, adattato in inglese come Shesha), conosciuto anche come Śeṣanāga (devanagari: शेषनाग, adattato in inglese in Shehanaga) o Ādi Śeṣa (devanagari: आदिशेष, adattato in inglese in Asishesha) è un serpente divino, re dei nāga; è uno dei primi esseri generati dalla creazione.
Nei Purāṇa si dice che Śeṣa sostiene tutti gli astri dell'universo sopra le sue diverse teste, mentre canta le glorie di Visnù con le sue bocche. Nella Bhagavadgītā, Śeṣa è indicato da Kṛṣṇa tra le manifestazioni di Visnù. Nel Mahābhārata, Śeṣa è indicato come figlio di Kaśyapa e Kadru e come capostipite dei nāga.

## Iconografia
Śeṣa è rappresentato come un enorme serpente che galleggia sull'oceano cosmico; su di lui si sdraia Visnù per riposarsi tra un ciclo di creazione ed il successivo. Śeṣa è rappresentato con diverse teste, talvolta cinque o sette, ma più frequentemente con un centinaio di teste e su ciascuna di esse porta una corona. Alla fine di un kalpa Śeṣa sputa fuoco, che distrugge tutta la creazione.

## Altri nomi
Śeṣa è conosciuto anche con altri nomi:
- Ananta (infinito)
- Ananta Shesha (Śeṣa l'infinito)
- Adi Shesha (Śeṣa il primo)
- Shesha Naga (Śeṣa il serpente divino)

## Avatara
Alcuni personaggi più o meno leggendari sono considerati avatara di Śeṣa:
- Lakshmana, fratello minore di Rāma
- Balarāma, fratello maggiore di Krishna
- Patañjali, filosofo indù, considerato da alcune tradizioni un'incarnazione parziale di Śeṣa[2].